# Aphérèse (médecine)

Le sang entre dans la centrifugeuse (1) et se sépare en plasma (2), leucocytes (3), et érythrocyte (4). Les substances choisies sont ensuite extraites (5).

Pour les articles homonymes, voir Aphérèse.
En médecine, l'aphérèse est une technique de prélèvement de certains composants sanguins par circulation extracorporelle du sang. Les composants que l'on souhaite prélever sont séparés par centrifugation et extraits, tandis que les composants non prélevés sont réinjectés au donneur (de sang) ou au patient (aphérèse thérapeutique).

## Types d'aphérèse
En fonction des composants que l'on choisit d'extraire, l'aphérèse porte un nom spécifique : 
- plasmaphérèse (prélèvement de plasma), encore appelé échange plasmatique chez le patient ;
- leucaphérèse (leucocytes) ;
- thrombocytaphérèse ou  thrombaphérèse (plaquettes) ;
- érythrocytaphérèse ou érythraphérèse (globules rouges).

Le terme générique cytaphérèse indique le prélèvement de cellules, quelle que soit leur nature, plaquettes, globules blancs (dont cellules souches hématopoïétiques, cellules mononucléées).

## Don de sang
L'aphérèse est utilisée lors de certains dons du sang. Les formes les plus courantes sont la plasmaphérèse et la thrombocytaphérèse (appelée souvent du terme générique cytaphérèse alors que seules les plaquettes sont prélevées). D'autres types de dons utilisant cette technique sont pratiqués (« double rouge », prélèvement de granulocytes, etc.). L'aphérèse permet de prélever plus souvent et en plus grande quantité que le don classique de sang total, un composant sanguin particulier à un donneur.

## Aphérèse thérapeutique
L'aphérèse permet de soustraire chez un patient une fraction pathologique du sang.